# Ptilopsis leucotis
L'assiolo facciabianca settentrionale (Ptilopsis leucotis (Temminck, 1820)) è un rapace appartenente alla famiglia degli Strigidi.

## Descrizione
Raggiunge i 24-25 cm di lunghezza, un peso di circa 200 g ed è caratterizzato da pennacchi auricolari insolitamente grandi; il suo piumaggio grigio favorisce il mimetismo con la corteccia degli alberi su cui ama posarsi.

## Distribuzione e habitat
La specie ha un ampio areale subsahariano che si estende tra il deserto del Sahara a nord e la savana alberata sudanese a sud, comprendendo la fascia del Sahel e i territori limitrofi (Mauritania, Gambia, Guinea-Bissau, Senegal, Mali, Guinea, Burkina Faso, Sierra Leone, Liberia, Costa d'Avorio, Ghana, Togo, Benin, Niger, Nigeria, Ciad, Camerun, Repubblica Centrafricana, Repubblica Democratica del Congo, Sudan, Sud Sudan, Uganda, Eritrea, Etiopia, Kenya, Somalia, Gibuti).

## Biologia
Al contrario di gufi e civette ha abitudini diurne e non è un gran volatore: preferisce infatti razzolare sul terreno in cerca di piccole prede, soprattutto piccoli mammiferi come i roditori.
Preferisce nidificare a terra, anche utilizzando i nidi dismessi di altre specie, sia di altri rapaci che di turaco o passeriformi.
Caratteristiche sono le sue tecniche di difesa: se disturbato, gonfia il piumaggio e allarga le ali in modo da apparire più grande; se il predatore ha dimensioni considerevoli, invece, si rimpicciolisce così da apparire denutrito e poco appetibile.
Si dimostra molto socievole nei confronti dell'uomo tanto da poter essere allevato in casa.
Contrariamente a un gufo comune ha occhi rossi.

## Curiosità
Un assiolo facciabianca è la mascotte del plotone 1211 al centro della serie anime "Sora no woto" dove è riprodotto come simbolo dell'esercito su tutte le divise delle protagoniste.